# Rozhledna v Ełku
Rozhledna v Ełku, polsky Wieża widokowa w Ełku, je rozhledna na břehu jezera Ełk v části Osiedle Bogdanowicza města Ełk v okrese Ełk v severovýchodním Polsku. Geograficky náleží do regionu Pojezierze Ełckie a Varmijsko-mazurského vojvodství.

## Další informace
Rozhledna v Ełku byla postavena ze dřeva a konstrukční oceli v roce 2020 v rámci mezinárodního projektu spolufinancovaného EU. Rozhledna je nezastřešená a má tři vyhlídkové plošiny ve výšce cca 5, 10 a 15 m, které jsou spojeny vnitřním schodištěm. Rozhledna, která je celoročně volně přístupná, nabízí vyhlídky na jezera Ełk a jeho okolí. V noci bývá rozhledna osvětlena. 

## Galerie

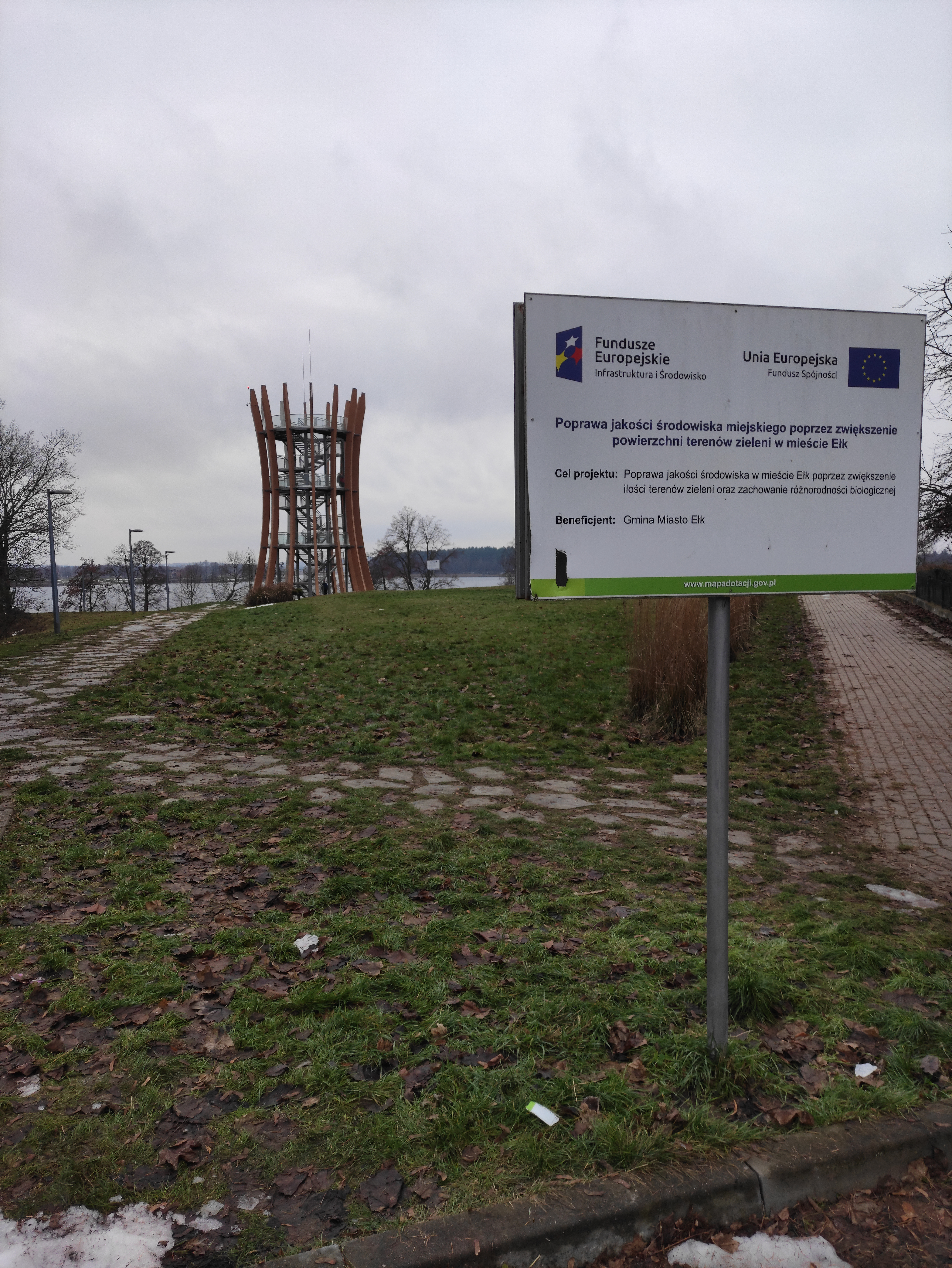
Informační panel u rozhledny
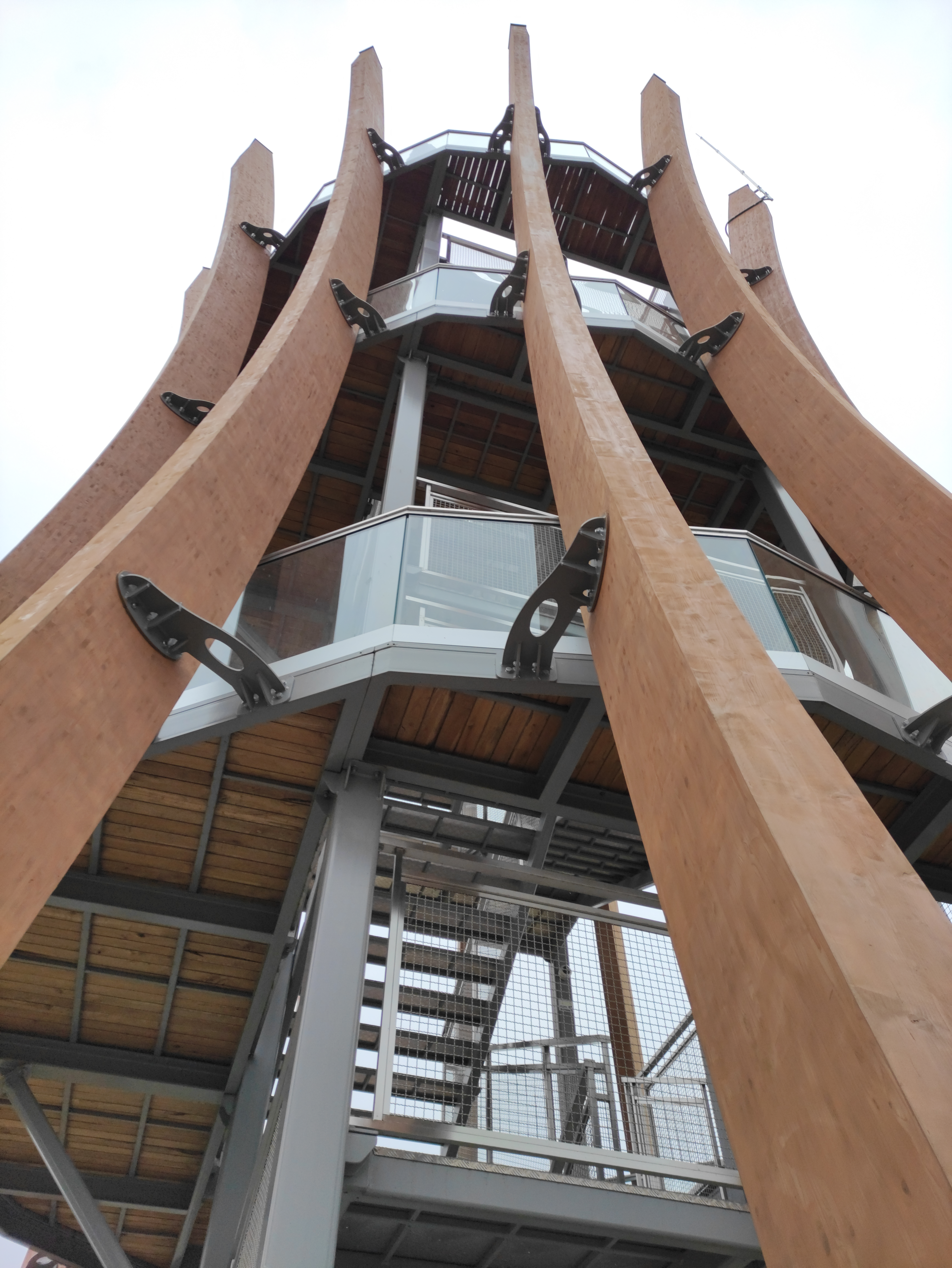
Nosná část konstrukce
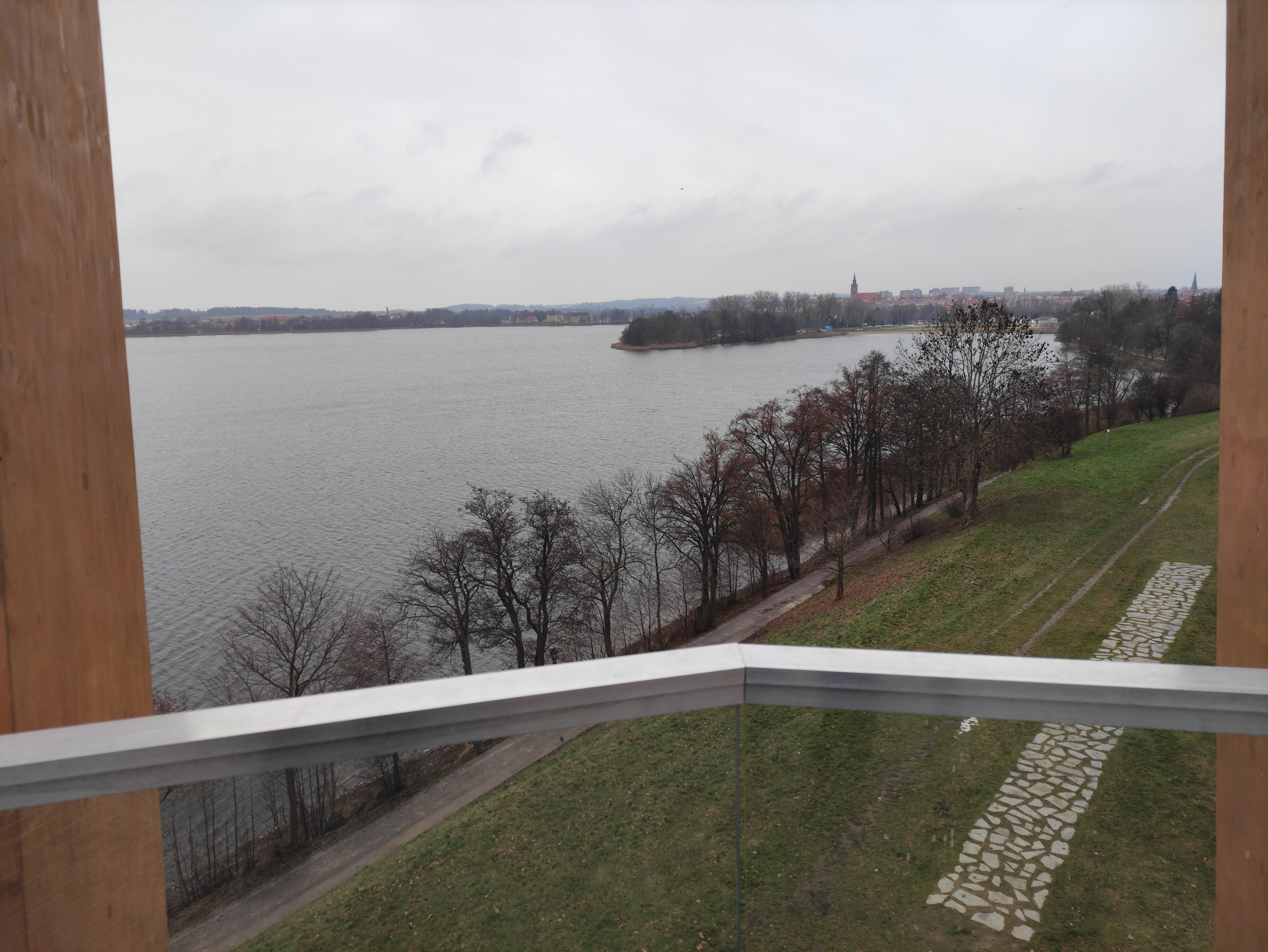
Vyhlídka na jezero
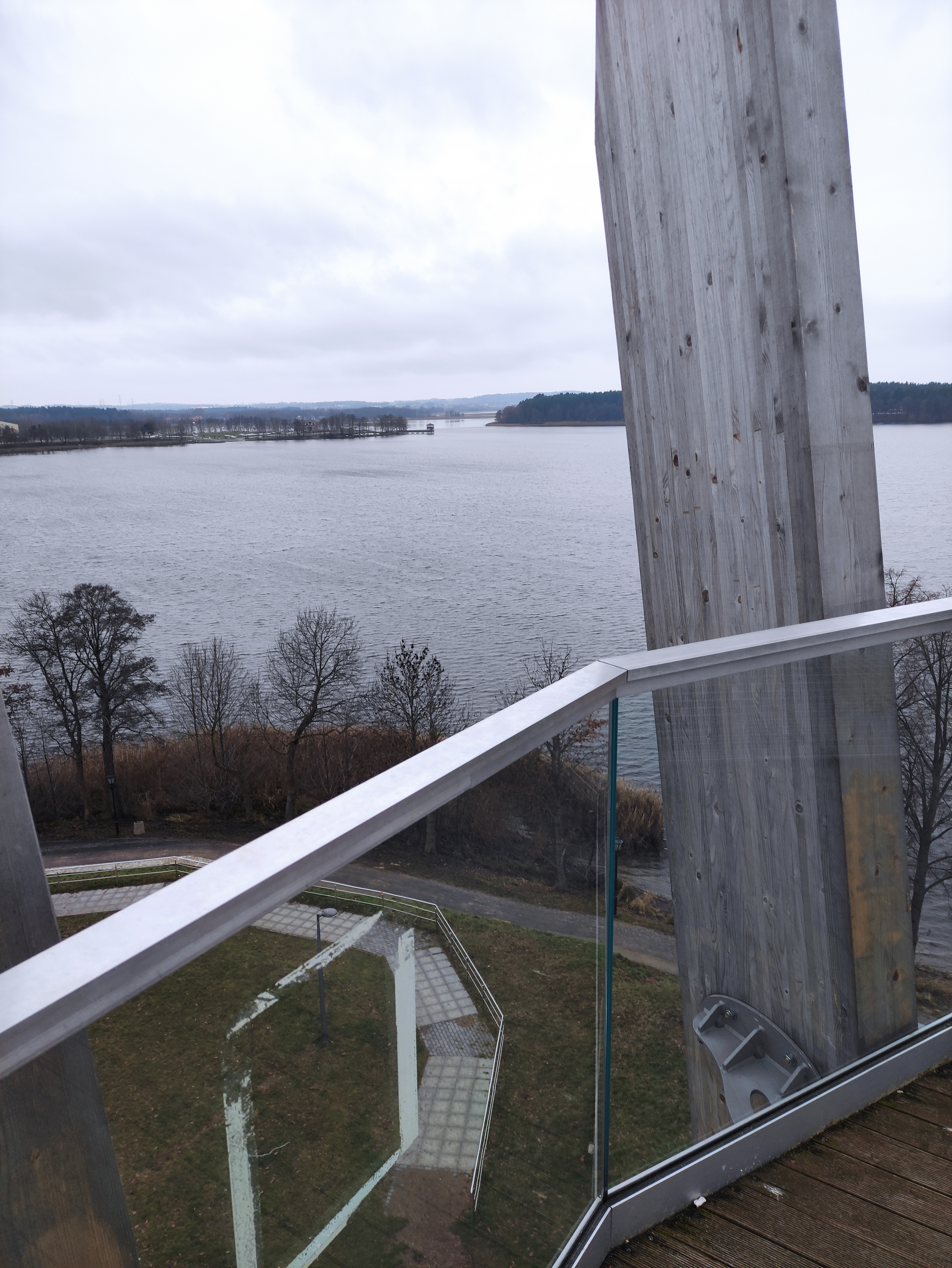
Vyhlídka na jezero